# Lynæs kirke
Lynæs Kirke är en kyrkobyggnad i Lynæs i södra Hundested i Halsnæs kommun i Danmark. Kyrkan invigdes 1901 och är ritad av Andreas Clemmensen. 
Kyrkan består av kor och skepp samt vapenhus mot söder och torn mot norr.
År 1944 tillbyggdes en sakristia, som ritades av Adam Møller. Åren 1958–1959 utvidgades koret till den dubbla storleken och tillades ett sidoskepp med kapell, vilka ritades av Rolf Graae.
Arkitekt Andreas Clemmensen valde som byggnadsmaterial kluven natursten från trakten.
Altaret är gjort av ölandskalksten. Dopfunten är också i kalksten.